# Iván Fandiño
Iván Fandiño Barros (Orduña, Vizcaya, Espanha, 29 de Setembro de 1980 - Mont-de-Marsan, Landas, França, 17 de junho de 2017) foi um toureiro espanhol.
No dia 17 de Junho de 2017, aos 36 anos de idade, sofreu uma colhida mortal de um touro da ganadaria espanhola de Baltasar Iban na praça de touros francesa de Aire Sur l'Adour. Na execução de um quite a um touro correspondente a Juan del Álamo com quem compartilhava cartel, tropeçou no capote e caiu à arena, onde foi colhido pelo touro. Assistido na enfermaria da praça, seguiu de imediato para o Hospital de Mont de Marsan, onde chegou já sem vida. Os médicos confirmaram depois que a cornada fatal produziu ferimentos incompatíveis com a vida.